# Shestidesyátniki
Los shestidesyátniki (en ruso: Шестидесятники, lit. 'gente de los años 60'; en ucraniano: Шістдесятники) fueron representantes de una nueva generación de la intelectualidad soviética, que entró en la vida cultural y política de la URSS a finales de los años 1950 y 1960, después del deshielo de Jruschov. La mayoría de ellos nacieron entre 1925 y 1945, y su visión del mundo se formó durante años de represiones y purgas de Stalin, que afectaron a muchas de las familias de los sesenta, y de la Segunda Guerra Mundial, en la que muchos de ellos se habían ofrecido como voluntarios para luchar.
Se distinguieron por sus opiniones liberales y antitotalitarias y por su romanticismo, que encontró vívidas expresiones en la música y las artes visuales. Aunque la mayoría de los sesenta creían en los ideales comunistas, habían llegado a estar profundamente decepcionados con el régimen de Stalin y su represión de las libertades civiles básicas.
Pueden dividirse aproximadamente en dos grupos: los «físicos» (aquellos que se dedican a las ciencias) y los «letristas» (aquellos que se dedican a las artes, como escritores, profesionales del teatro y del cine, etc.). Entre algunos de los atributos y pasatiempos comunes de los sesenta estaban la música de bardo (cantante y compositor), la poesía, la desilusión en la política y el amor por los viajes de campamento a regiones remotas de la Union Soviética.
Después del comienzo de las políticas de Perestroika y Glásnost (a finales de los años 1980 y principios de los años 1990), el término shestidesyátniki  también se utilizó para designar a los representantes de la nueva generación de élites comunistas cuyas opiniones políticas se formaron a finales de los años 1950 y principios de los años 1960. Entre ellos se encuentran los políticos Mijaíl Gorbachov, O. Yakovlev, los filósofos Aleksandr Zinóviev, Merab Mamardashvili, Yuri Levada, los politólogos Aleksandr Bovin, F. Burlatski, los editores de medios de comunicación Vitali Korotich, E. Yakovlev, Serguéi Zalyguin, los poetas Boris Slutski, Robert Rozhdestvenski, Andréi Voznesenski, Yevgueni Yevtushenko, Alexander Kushner, Víctor Sosnora, Bela Ajmadúlina, Yunna Morits, Oleg Chujontsev, el dramaturgo Alexander Vampilov, entre otros.
Se pueden establecer algunos paralelismos entre los sesenta y la Nueva Izquierda y los movimientos hippies en Occidente, pero se pueden encontrar similitudes aún más estrechas con la generación Beat, de orientación más intelectual.

## Shestidesyátniki ucranianos
El movimiento de los sesenta ucranianos estaba dominado por ideas nacionales. Muchos sesenta ucranianos defendieron la lengua y la cultura nacionales, y la libertad de creación artística.
Los miembros más famosos del movimiento fueron los escritores Iván Drach, Valeri Shevchuk, Mikola Vingranovski, V. Drozd, Grigir Tiutiunnik, Boris Oliynik, V. Donchik, Vasil Simonenko, Mikola Jolodni, Lina Kostenko, Yevhén Hutsalo; los pintores Alla Horska, Víktor Zaretski, Boris Chichibabin; el artista textil y pictórico Liubov Panchenko; los críticos literarios Iván Dziuba, Yevhén Sverstiuk; director Les Tanyuk; los directores de cine Serguéi Paradzhánov, Yuri Ilyenko; los críticos de arte Román Korogodski, Y. Smirni; y los traductores Hryhoriy Kochur, Mikola Lukash y Mijailina Kotsiubinska .
Los shestidesyátniki se oponían al dogmatismo oficial, profesaban la libertad de expresión creativa, el pluralismo cultural y la prioridad de los valores universales sobre los de clase. Fueron influenciados en gran medida por la cultura humanística occidental, las tradiciones del Renacimiento ejecutado y la cultura ucraniana de finales del siglo XIX y principios del XX.
Las actividades culturales incluían lecturas literarias informales y exposiciones de arte, vigilias en memoria de artistas reprimidos y representaciones teatrales. Los miembros del movimiento también compusieron peticiones en defensa de la cultura ucraniana. El Club de Jóvenes Creativos “Contemporáneo” (fundado en 1959-60) en Kiev y el club “Snowdrop” (fundado en 1962) en Leópolis se convirtieron en centros de cultura nacional alternativa. Los sesenta restauraron las tradiciones de la intelectualidad clásica prerrevolucionaria, que aspiraba a la independencia espiritual, la alienación política, los ideales de la sociedad civil y el servicio al pueblo.
Como los librepensadores sesenta no lograron mantenerse dentro de los límites ideológicos y estéticos oficiales, sus actividades culturales provocaron el descontento de las autoridades. El final de 1962 marcó el inicio de una presión masiva sobre la intelectualidad inconformista. A los sesenta no se les permitió publicar y fueron acusados de «formalismo», «inacción» y «nacionalismo burgués». En respuesta, las ideas de los shestidesyátniki comenzaron a difundirse en el samizdat. En una purga de 1965-1966 fueron arrestados hasta 200  miembros de la facción ucranianos de los sesenta.
Ante la feroz resistencia del aparato del partido, algunos de los Sixtiers llegaron a acuerdos con las autoridades, mientras otros evolucionaron hacia disidentes políticos, miembros del movimiento de derechos humanos y abierta oposición al régimen.